# Marie Hartigová Kendallová

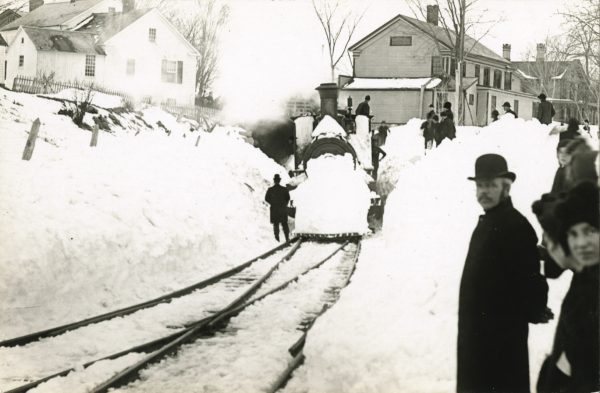
Velká vánice 1888

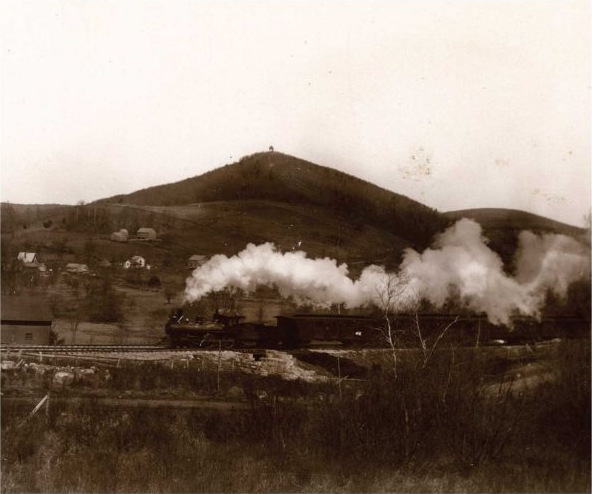
Lokomotiva poblíž Norfolku, asi 1893

Marie Hartigová Kendallová (nepřechýleně Marie Hartig Kendall; 1854, Mylhúzy – 1943, Norfolk) byla americká fotografka francouzského původu. Její portrétní fotografie a krajiny dokumentovaly oblast Norfolku ve státě Connecticut koncem 19. a začátkem 20. století. Narodila se ve francouzském regionu Alsasko, se svou rodinou emigrovala do Spojených států a vyučila se jako zdravotní sestra v nemocnici Bellevue v New Yorku. Kendallová, samouk, fotografka, během svého života vytvořila přes 30 000 fotografických negativů poté, co si v 80. letech 19. století poprvé pořídila fotografickou kameru. Získala cenu za fotografii na světové kolumbijské výstavě v roce 1893. Své fotografie prodávala jako pohlednice a společnosti New Haven Railroad pro jejich reklamní kampaně. Mezi jejími fotografiemi byly některé zobrazující Velkou vánici z roku 1888.

## Raný život, vzdělání a rodina
Marie Hartigová se narodila v roce 1854 v Mulhouse ve Francii, kde její rodina vlastnila továrny na boty i bavlnu. Po francouzsko-pruské válce, kdy byla jejich vlast postoupena německé nadvládě, emigrovali do Spojených států a v roce 1871 dorazili do New Yorku. Požádala svou rodinu, aby vedla nezávislý život; po boku své sestry se zapsala do školícího programu pro sestry v nemocnici Bellevue.
V Bellevue se seznámila se stážistou Johnem Calvinem Kendallem (1847-1921), rodákem z Ridgefieldu v Connecticutu. Ti dva byli zasnoubeni a možná kvůli pravidlu proti vztahům zdravotní sestry a lékaře Marie opustila Bellevue a dokončila svůj ošetřovatelský výcvik v Charity Hospital na Blackwellově ostrově (nyní Roosevelt Island).
V roce 1877 se civilním obřadem provdala za Kendalla. Podle rodinné tradice odmítla mít snubní prsten, považovala ho za symbol zotročení žen a navrhla, že „vhodnější by byly hodinky“. Přestěhovali se do Norwalk, Connecticut, a založili rodinu. Jejich první tři děti byly Karolina (také Lena, narozená 1880), Helen (narozená 1881) a Cyrus (narozená 1882). Jejich nejstarší Lena byla zmrzačena při opaření a zemřela před svými druhými narozeninami. Claude se narodil v roce 1884 a teprve v roce 1899 se jim narodilo páté dítě Karolina (Kay).

## Přesun do Norfolku a fotografie
Kendallovi se přestěhovali do Norfolku v Connecticutu v roce 1884. John Kendall byl kolegou lékaře Williama H. Welche a byl pozván, aby se připojil k lékařské praxi svého otce Williama Wickhama Welche. Rodina žila v jedné z usedlostí Welchových. Marie si nemohla dovolit cestu do Hartfordu, aby zařídila profesionální portréty jejich dětí, a tak si za peníze, které vydělala šitím a pletením oděvů, koupila fotografickou kameru. Zařídila si vlastní temnou komoru a naučila se používat techniku. Pokračovala ve vytváření portrétů svých dětí a brzy je prodávala svým přátelům a sousedům. Za 100 dolarů si koupila blesk, který jí umožňoval fotografovat v interiéru.
Kromě portrétů pořídila Kendallová mnoho venkovních fotografií zobrazujících krajinu, kvetoucí květiny, vodopády a venkovské scény okresu Litchfield. Její fotografie zachycovaly obyvatele Norfolku, stejně jako mnoho událostí a budov v této oblasti, včetně tenisového turnaje, Eldridge Gymnasium a Norfolk Library. Kendallová pro své tisky používala pouze papír potažený platinou. Mezi jejími fotografiemi byly vyobrazení extrémních jevů počasí.
Během Velké vánice v roce 1888 vlekla svůj fotoaparát, stativ a skleněné desky po Norfolku, aby dokumentovala historické sněžení. Fotografovala také následky ledové bouře z roku 1898. Během výletu do New Yorku Kendallová vyfotografovala fontánu Bethesda.
Kendallová se přihlásila do soutěží fotografického klubu a zaslala tři zarámované kolekce svých fotografií na světovou kolumbijskou výstavu v roce 1893 v Chicagu. Její práce byla vystavena v Pavilonu žen a za fotografii lokomotivy v pohybu byla oceněna bronzovou medailí. Byla jedinou ženou, která ve své době získala ocenění za fotografii. Na porotce udělala dojem i její fotografie vlečného arbuta a soubor fotografií, kde trojnásobně exponovala jednotlivé skleněné negativy zobrazující děti nebo zvířata.
Inspirována brožurou z Kolumbijské expozice, Kendallová později vytvořila Glimpses of Norfolk z roku 1900, které obsahovaly fotografie letních domů jako suvenýr pro návštěvníky. Podobnou brožuru vytvořila také pro Ridgefield v Connecticutu. Aby zvýšila příjem své rodiny, prodala sady pohlednic zobrazujících pastorační scény v Connecticutu. New Haven Railroad použil její fotografie ve svých reklamních kampaních.
Její díla byla také vystavena na výstavě Louisiana Purchase Exhibition v St. Louis v roce 1904.
Kromě svého fotografického podnikání provozovala Kendallová také penzion s názvem Edgewood Lodge, školu šití a učila místní rodiny o výživě. Kendallová byla aktivní v hnutí střídmosti a hnutí za volební právo žen.
Někdy po první světové válce Kendallová zničila asi 30 000 skleněných negativů, které nashromáždila, prodala sklo za jeden cent za kus a zachovala jen asi 500 z nich.
Kendallová zemřela v Norfolku v roce 1943.

## Galerie

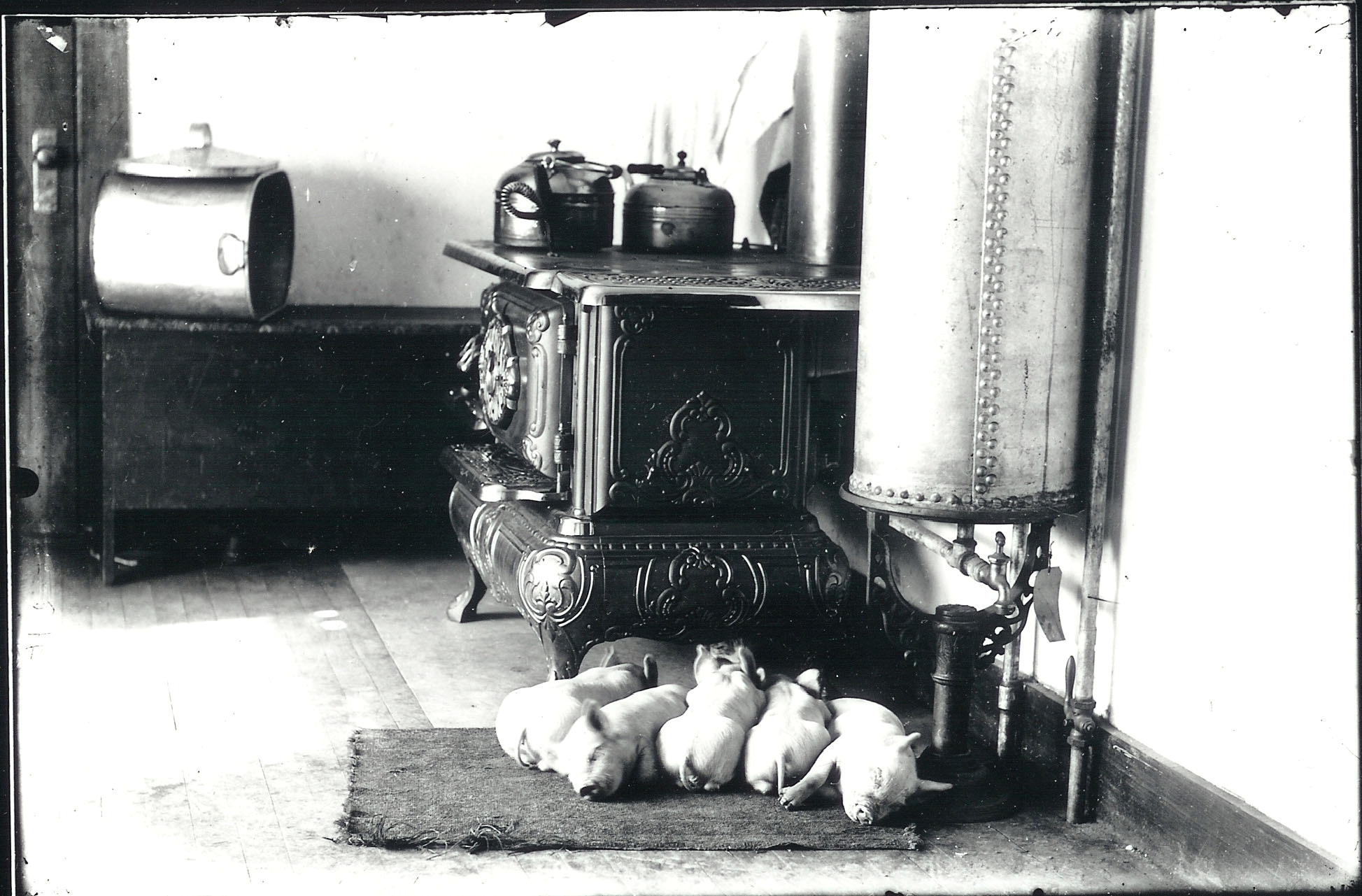
Opuštěná prasátka
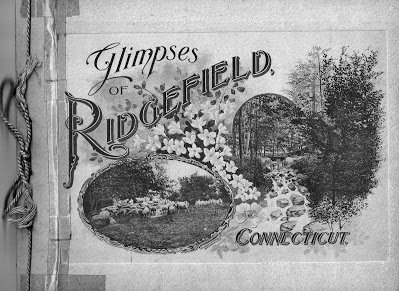
Glimpses of Ridgefield
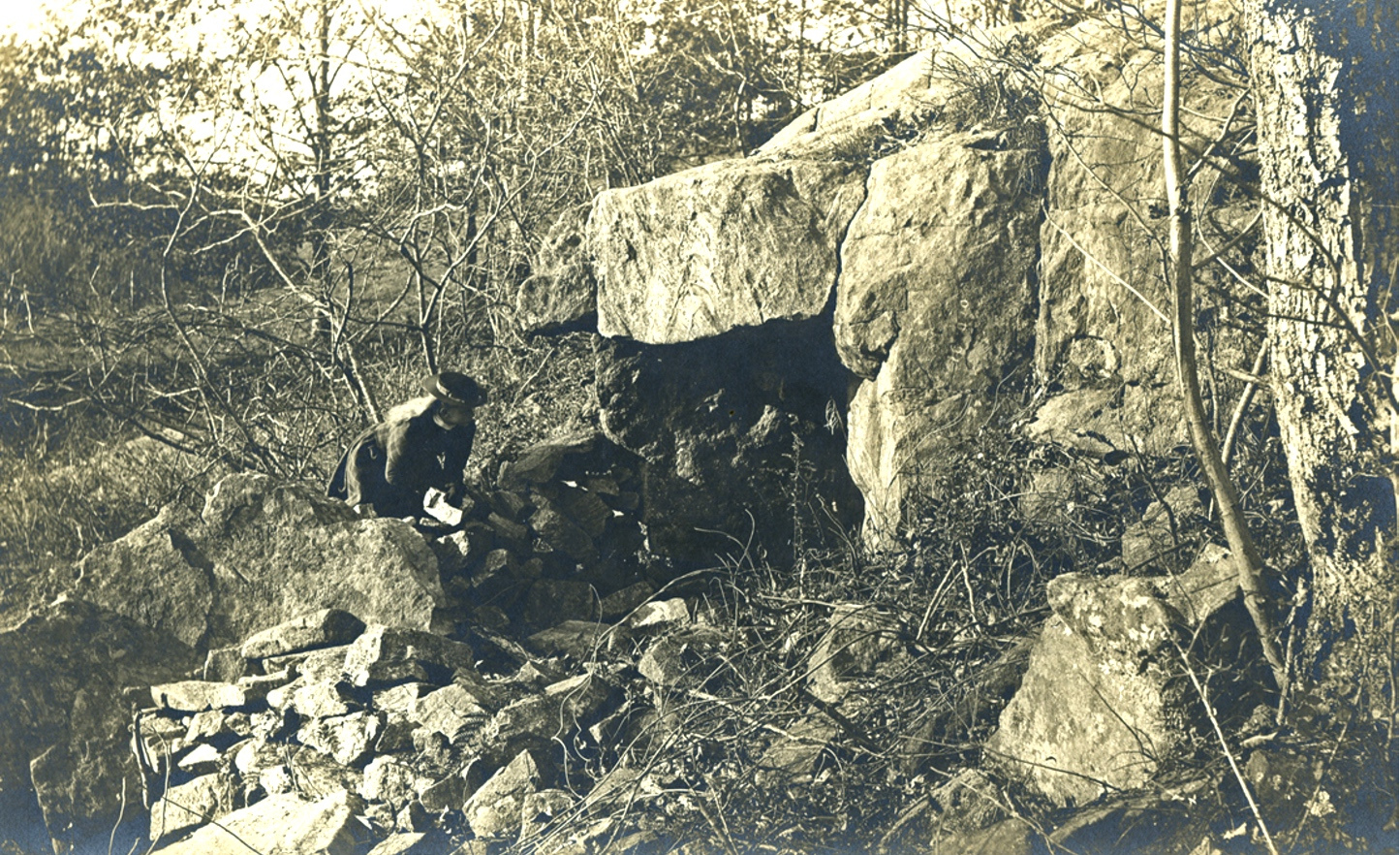
Sarah Bishop's Cave
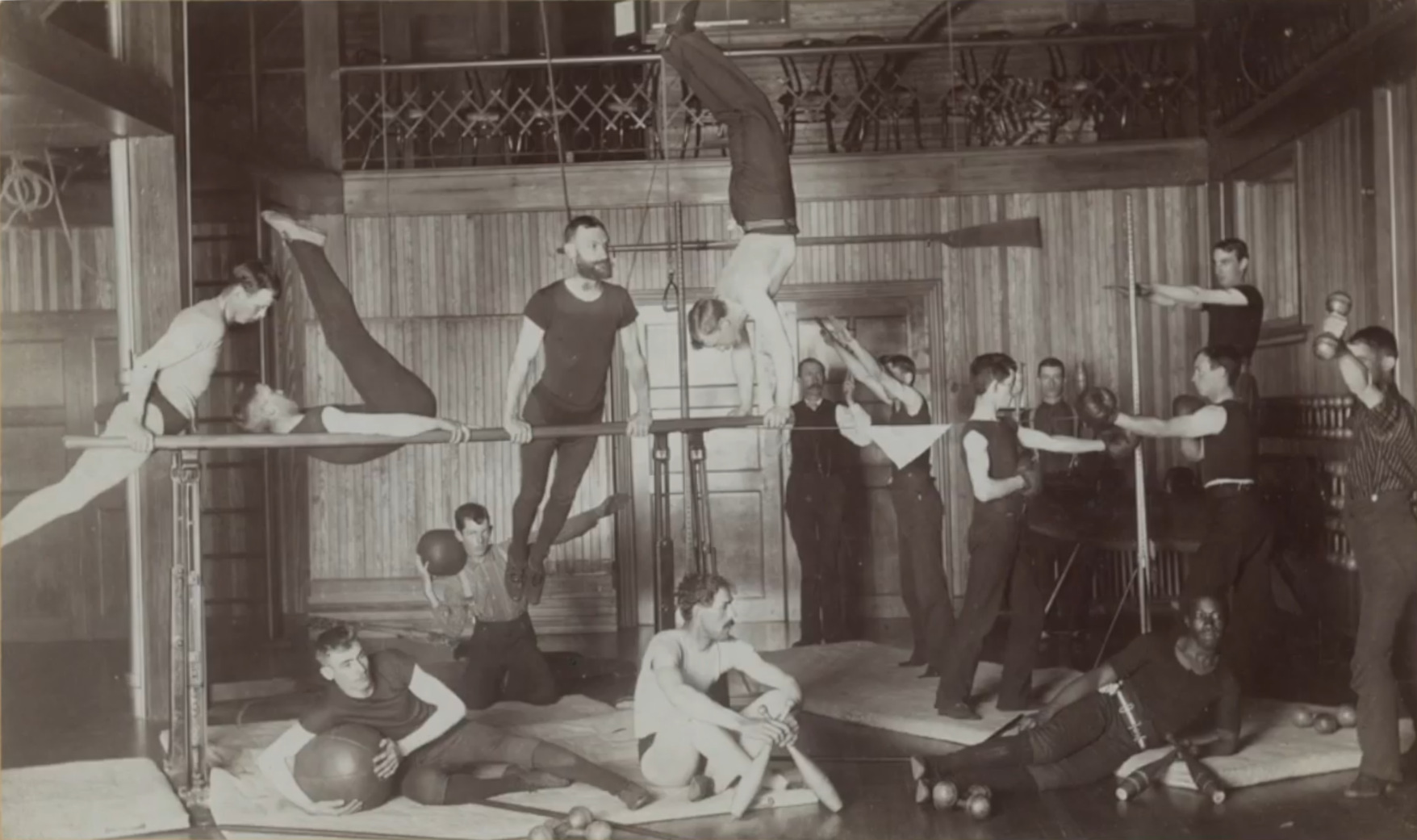
Muži v tělocvičně, Eldridge
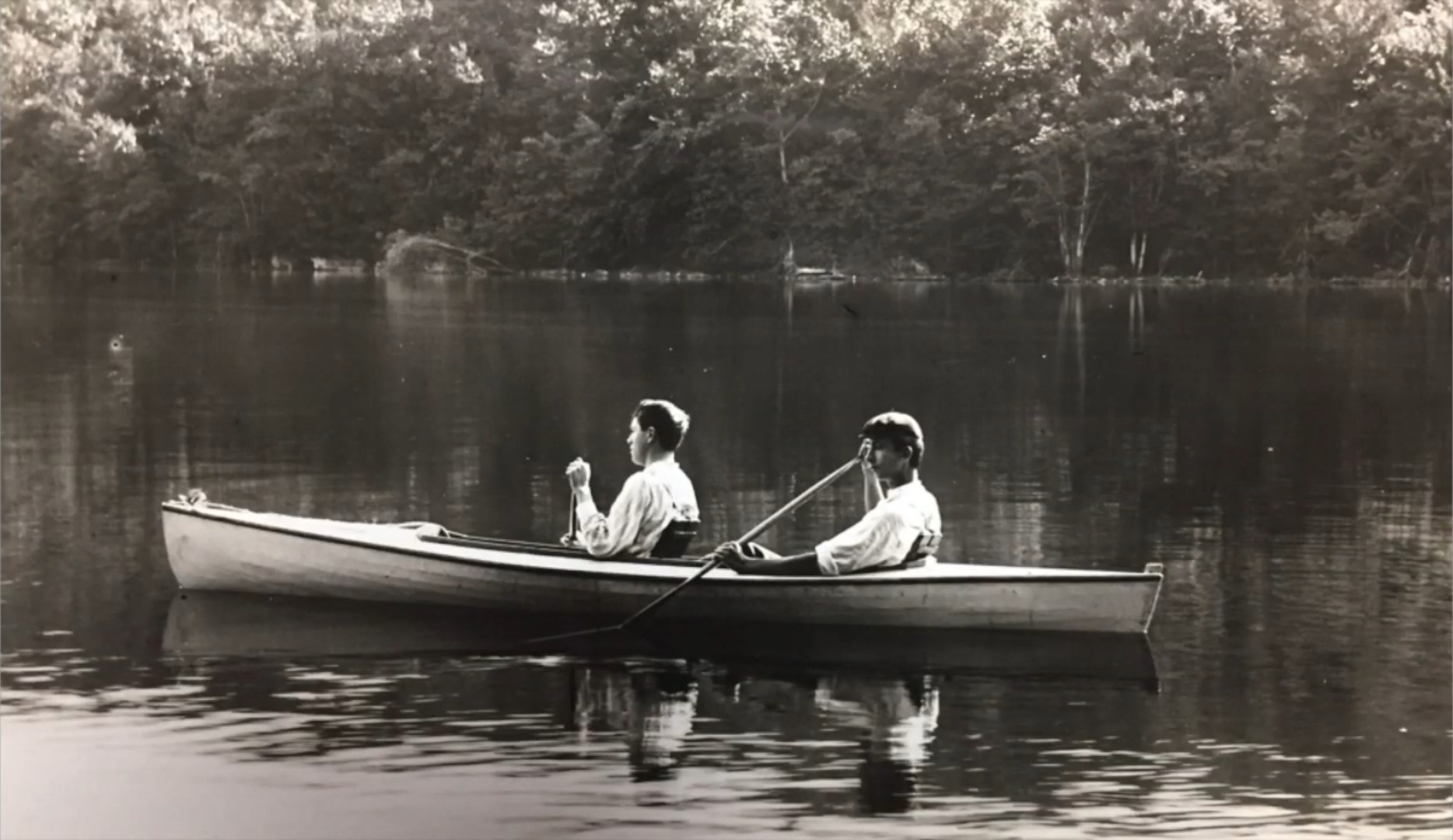
Kanoisté
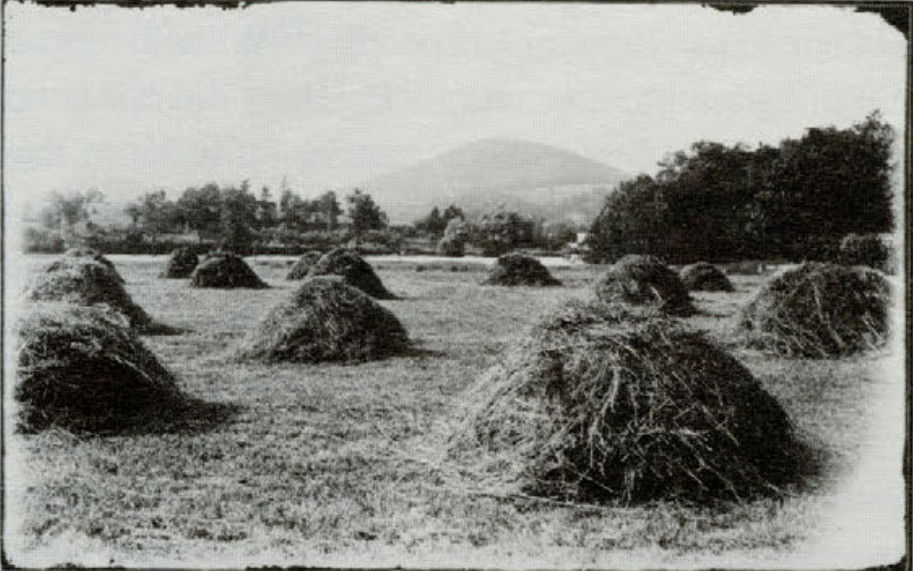
Kupky sena s horou Haystack v pozadí

## Dědictví
Fotografie autorky byly ve velkém množství použity v knížce History of Norfolk autora Therona Wilmota Crisseye.
Norfolk Historical Society uchovává přes 3000 tisků Kendallové, stovky skleněných negativů a fotoalba, která dala dohromady. Fotografie umělkyně byly v roce 2013 představena na výstavě Connecticut Historical Society Through a Different Lens: Three Connecticut Women Photographers. V roce 2018 byla předmětem výstavy Norfolk Historical Society, Artistic Taste and Marked Skill: The Photography of Marie H. Kendall, ve stejném roce, kdy historická společnost vydala doprovodnou knihu A Remarkable Legacy: The Photographs of Marie Hartig Kendall.